# Sola, Vanuatu
Sola je naselje u državi Vanuatu u pokrajini Torba. Smješteno je na otoku Vanua Lava kraj vulkana Mount Sere Ama. 

## Stanovništvo
Sola ima 1065 stanovnika.

## Vanjske poveznice
1.http://www.positiveearth.org/bungalows/TORBA/vanua_lava.htm